# Epiphora marginimacula
Epiphora marginimacula är en fjärilsart som beskrevs av James John Joicey och Talbot 1924. Epiphora marginimacula ingår i släktet Epiphora och familjen påfågelsspinnare. Inga underarter finns listade i Catalogue of Life.